# Karl Ernst von Baer
Karl Ernst von Baer (født 17. februar 1792, død 28. november 1876) var en tyskbaltisk zoolog.

## Liv
Han blev født på faderens gods "Gut Piep" (estisk: Piibe) i Estland. Hans fulde navn, der indeholder hans adelige rettigheder, var Karl Ernst Ritter von Baer, Edler von Huthorn. Familien stammer fra Westfalen.
von Baer blev 1810 student i Dorpat (Tartu). Han studerede medicin ved Tartu Universitet fra 1810-1814, deltog i 1812 som frivillig læge i kampen mod Napoleons invasion, tog 1814 til Würzburg og kastede sig med iver over zootomien, idet Ignaz Döllinger introducerede ham for embryologien. 1817 blev han prorektor ved universitetet i Königsberg under den bekendte fysiolog F. Burdach og 1822 dennes efterfølger som professor i zootomi. Han grundlagde det zoologiske museum i Königsberg og blev 1826 direktør for den derværende anatomiske samling. 1829 modtog han en opfordring fra Sankt Petersborg om at komme dertil som medlem af det kejserlige akademi og for at overtage posten som professor i zootomi. Han tog imod indbydelsen, men vendte allerede det følgende år tilbage til Königsberg, dog kun for atter, i 1834, efter fornyet opfordring, at overtage sin stilling i Sankt Petersborg. 1837 berejste han Lapland og besøgte Novaja Semlja. 1851-1856 undersøgte han fiskerierne i Peipsi-søen, Østersøen og Det kaspiske Hav. 1862 tog han sin afsked som akademiker, men blev valgt til æresmedlem af det berømte akademi. Han døde i Dorpat (Tartu) den 28. november 1876.
Han blev gift med Auguste von Medem i 1820, de fik 6 børn.

## Forskning
Von Baer har indlagt sig store fortjenester af zootomien og navnlig af læren om dyrenes udviklingshistorie.
Blandt hans mange forskningsresultater kan nævnes værket De ovi mammalium et hominis genesi fra 1827, i hvilket pattedyrægget for første gang er beskrevet, samt hans hovedværk Ueber Entwickelungsgeschichte der Thiere I-II (1828-1837), om hvilket man med rette kan sige, at det danner grundlaget for hele den moderne embryologi. I sine Reden und kleine Aufsätze (1864-1877) stiller han sig i modsætning til Darwin's lære. Hans undersøgelser af Det kaspiske Hav, publicerede i Sankt Petersborg-akademiets skrifter, berigede videnskaben med en mængde nye iagttagelser.

## Hædersbevisninger
von Baer blev 1850 udnævnt til medlem af det Kongelige Svenske Videnskabernes Akademi og fik 1867 tildelt Copleymedaljen.
Von Baers portræt er gengivet på den estiske 2-krone seddel.

## Værker
- K. E. von Baer: Epistola De ovi mammalium et hominis genesi (Leipzig 1827),
- K. E. von Baer: Über Entwickelungsgeschichte der Thiere: Beobachtung und Reflexion. Erster Theil, mit 3 col. Kupfertaf. (Königsberg 1828),
- K. E. von Baer: Über Entwickelungsgeschichte der Thiere: Beobachtung und Reflexion. (Zweiter Theil.); (Königsberg 1837)
- K. E. von Baer: Reden, gehalten in wissenschaftlichen Versammlungen und kleinere Aufsätze vermischten Inhalts., vol. 1 (Sankt Petersburg 1864)
- K. E. von Baer: Reden, gehalten in wissenschaftlichen Versammlungen und kleinere Aufsätze vermischten Inhalts., vol. 2 (Sankt Petersburg 1876)

## Biografi
- Seidlitz: K. E. von B. und die Darwinsche Theorie (Leipzig 1876).